# Chamaeangis lecomtei
Chamaeangis lecomtei là một loài thực vật có hoa trong họ Lan. Loài này được (Finet) Schltr. mô tả khoa học đầu tiên năm 1918.